# Windows 3.0
Windows 3.0 là bản phát hành lớn thứ ba của Microsoft Windows, được ra mắt vào năm 1990. Phiên bản này giới thiệu một giao diện người dùng đồ họa (GUI) mới, trong đó các ứng dụng được hiển thị dưới dạng biểu tượng, thay vì cách hiện theo dạng danh sách tên tập tin trong những phiên bản trước. Các bản cập nhật sau đó tiếp tục bổ sung thêm những tính năng mới, bao gồm hỗ trợ đa phương tiện và CD-ROM.
Windows 3.0 là phiên bản Windows đầu tiên thể hiện tốt cả về mặt chuyên môn và thương mại. Giao diện của Windows 3.0 được giới chuyên môn và người dùng coi là đối thủ thách thức những hệ thống như Apple Macintosh hay Unix. Những điểm khác nhận được phản hồi tích cực bao gồm khả năng đa nhiệm và tùy biến được cải thiện, cùng với tính năng quản lý bộ nhớ máy tính hiệu quả hơn so với những phiên bản trước đó. Tuy nhiên Microsoft cũng bị chỉ trích bởi các nhà phát triển bên thứ ba khi cài đặt sẵn bộ phần mềm của riêng mình cùng với Windows, điều mà họ coi là một hành vi hạn chế cạnh tranh. Windows 3.0 bán được 10 triệu bản trước khi được kế nhiệm bởi Windows 3.1 vào năm 1992.
Vào ngày 31 tháng 12 năm 2001, Microsoft tuyên bố Windows 3.0 đã lỗi thời và ngừng cung cấp hỗ trợ cũng như các bản cập nhật cho phiên bản này.

## Lịch sử phát triển

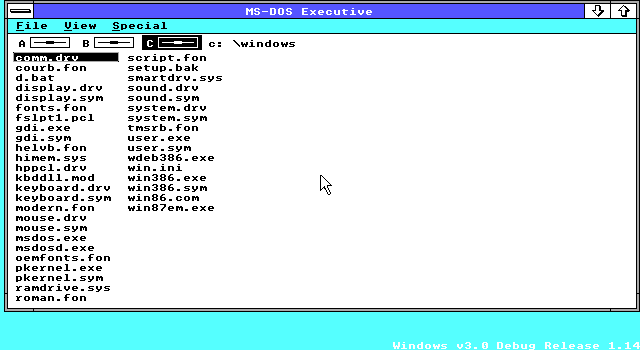
Giao diện người dùng Windows 3.0

Trước Windows 3.0, Microsoft đã từng hợp tác với IBM, công ty sở hữu các mẫu máy tính cá nhân chạy hệ điều hành MS-DOS kể từ năm 1981. Microsoft cố gắng phát triển thành công một môi trường điều hành có tên gọi là Windows, nhưng IBM từ chối đưa dự án này vào dòng sản phẩm của hãng. Khi MS-DOS chuẩn bị bước vào phiên bản thứ năm, IBM đòi hỏi một phiên bản DOS có thể chạy trong "chế độ bảo vệ", cho phép hệ điều hành có thể chạy nhiều chương trình cùng lúc cùng với nhiều lợi ích khác. MS-DOS ban đầu được thiết kế để chạy trong chế độ thực và chỉ chạy được một chương trình trong cùng một lúc do những hạn chế của bộ vi xử lý Intel 8088. Intel sau đó đã trình làng mẫu vi xử lý Intel 80286, được thiết kế để hỗ trợ hiệu quả khả năng đa nhiệm trên (cùng với một số tính năng phần cứng khác không có trong những mẫu CPU Intel x86 trước đó như bảo vệ bộ nhớ, chuyển đổi tác vụ phần cứng, phân tách quyền chương trình và bộ nhớ ảo) kèm theo khả năng hỗ trợ gấp 16 lần bộ nhớ so với vi xử lý 8088 (và 8086). Hai công ty sau đó cùng phát triển thế hệ tiếp theo của DOS, OS/2. Phần mềm trên OS/2 không tương thích với DOS, đem lại lợi thế cho IBM.
Vào cuối năm 1987, Windows/386 2.0 giới thiệu một hạt nhân chạy trong chế độ bảo vệ có thể chạy đa nhiệm nhiều ứng dụng DOS bằng chế độ 8086 ảo, nhưng tất cả các ứng dụng Windows vẫn chạy chung trong một máy DOS ảo. Trong khi phần còn lại của nhóm Microsoft bắt đầu với dự án OS/2 2.0, David Weise, một thành viên trong nhóm phát triển Windows và là người có quan điểm chỉ trích IBM, tin rằng ông có thể khởi động lại dự án Windows. Cùng thời điểm đó, Microsoft cần những công cụ lập trình có thể chạy trong chế độ bảo vệ, nên công ty đã tuyển mộ Murray Sargent, một giáo sư vật lý từ Đại học Arizona từng phát triển một bộ mở rộng DOS và một chương trình gỡ lỗi có khả năng hoạt động với các ứng dụng trong chế độ bảo vệ. Windows 3.0 bắt đầu vào năm 1988 dưới dạng một dự án độc lập bởi Weise và Sargent; chương trình gỡ lỗi của Sargent được tận dụng để cải thiện trình quản lý bộ nhớ và cho phép các ứng dụng Windows có thể chạy trong những vùng bộ nhớ được bảo vệ riêng biệt. Trong vòng vài tháng, Weise và Sargent đã cho ra được một nguyên mẫu sơ khai có khả năng chạy các phiên bản Windows của Word, Excel và PowerPoint, sau đó trình bày sản phẩm lên ban lãnh đạo công ty và nhận được sự chấp thuận để đây trở thành dự án chính thức. Khi IBM biết được về dự án sắp tới của Microsoft, mối quan hệ của hai bên bắt đầu rạn nứt, nhưng Microsoft sau đó đã khẳng định sẽ hủy bỏ Windows sau khi ra mắt và tiếp tục phát triển OS/2.
Windows 3.0 được Microsoft chính thức công bố và phát hành toàn cầu vào ngày 22 tháng 5 năm 1990 tại Nhà hát New York City Center. Sự kiện có sự tham dự của khoảng 6.000 người, đồng thời được phát sóng trực tiếp tại các địa điểm tập trung của Microsoft ở 7 thành phố Bắc Mỹ và 12 thành phố lớn khác. Sự kiện đã tốn của Microsoft 3 triệu đô la Mỹ—điều mà người sáng lập Bill Gates gọi là "màn giới thiệu phần mềm hoành tráng, quy mô lớn và tốn kém nhất." Microsoft quyết định không cung cấp giấy phép bản thời gian chạy miễn phí tới các nhà phát triển ứng dụng, do các phiên bản thời gian chạy của Windows không có khả năng đa nhiệm. Thay vào đó, công ty cung cấp tùy chọn nâng cấp dành cho cả bản đầy đủ và bản thời gian chạy của các phiên bản Windows trước với giá 50 đô la Mỹ (112 đô la Mỹ vào năm 2022)—thấp hơn đáng kể so với giá bán lẻ đề xuất cho giấy phép đầy đủ là 149 đô la Mỹ. Windows 3.0 cũng có thể được cung cấp thông qua các mẫu máy tính được nhà sản xuất phần cứng cài đặt sẵn phần mềm này. Những công ty phần cứng đầu tiên trong số đó là Zenith Data Systems, Austin Computer Systems và CompuAdd, cùng với hơn 25 cái tên khác; đáng chú ý là IBM không có mặt trong danh sách này.
Microsoft muốn Windows 3.0 trở nên hấp dẫn hơn với công chúng. Nhóm "Entry Business" của công ty được giao phó nhiệm vụ trên thì lo ngại rằng công chúng có thể sẽ chỉ coi Windows 3.0 là một công cụ cho những doanh nghiệp lớn do yêu cầu hệ thống cao. Các nhà phát hành trò chơi không thấy đây là một nền tảng game có tiềm năng, thay vào đó họ tiếp tục gắn bó với DOS. Bruce Ryan, quản lý dự án của Microsoft, đã biên dịch một số trò chơi mà nhóm phát triển Windows thiết kế trong thời gian rảnh rỗi để tạo nên Microsoft Entertainment Pack, trong đó có Tetris và Minesweeper. Ngân sách dành cho dự án này không nhiều, thậm chí công ty còn không dành một đồng nào cho việc kiểm thử chất lượng. Tuy vậy, Entertainment Pack vẫn được bán như một sản phẩm riêng biệt và đã trở nên phổ biến tới mức Microsoft phải ra mắt thêm 3 Entertainment Pack khác.
Vào ngày 31 tháng 12 năm 2001, Microsoft chính thức dừng hỗ trợ cho Windows 3.0, cùng với các phiên bản Windows trước đó, Windows 95, Windows for Workgroups, và các phiên bản MS-DOS từ 6.22 trở về trước.

## Tính năng
Windows 3.0 giới thiệu một giao diện người dùng đồ họa (GUI) được làm mới đáng kể, với diện mạo 3D tương tự như Presentation Manager trên OS/2 thay vì phong cách phẳng như ở phiên bản Windows 2.1 trước đó. Nó còn đi kèm với những cải thiện về khả năng quản lý bộ nhớ nhằm tận dụng tốt hơn các tính năng của bộ xử lý Intel 80286 và 80386. Dynamic Data Exchange là một giao thức đa nhiệm trong đó các ứng dụng chạy trên hệ thống sẽ trao đổi dữ liệu động với nhau, tức là khi dữ liệu của một ứng dụng thay đổi thì dữ liệu của một ứng dụng khác cũng vậy. Tính năng này đã xuất hiện trong Windows từ trước đó, nhưng cho tới Windows 3.0 thì người dùng vẫn chưa thể sử dụng giao thức này do hạn chế về bộ nhớ. Thay vào đó, người dùng sẽ phải thoát ra màn hình DOS để chạy một ứng dụng, đóng ứng dụng đó, rồi mở một ứng dụng khác để thực hiện trao đổi dữ liệu. Nhờ khả năng hỗ trợ các bộ xử lý 386 về sau, Windows 3.0 còn có thể sử dụng bộ nhớ ảo, một phần của ổ đĩa cứng được bộ xử lý dùng làm bộ nhớ thay thế trong trường hợp bộ nhớ vật lý đã được sử dụng hết. Giống như những phiên bản trước, bản thân Windows 3.0 không phải là một hệ điều hành, mà là một môi trường điều hành được thiết kế dành cho DOS và điều khiển các chức năng của nó.
Trình quản lý tập tin MS-DOS Executive được thay thế bằng Program Manager, File Manager và Task List. Program Manager là một shell đồ họa với thành phần chính là các biểu tượng kèm với tiêu đề tương ứng bên dưới. Người dùng có thể được di chuyển và sắp xếp chúng theo bất kỳ thứ tự nào cũng như thay đổi tiêu đề của các biểu tượng. Khi nhấn đúp vào các biểu tượng, chúng sẽ mở ứng dụng tương ứng hoặc các cửa sổ nhỏ hơn bên trong cửa sổ Program Manager gọi là cửa sổ nhóm (group windows). Các cửa sổ nhóm này cũng chứa những biểu tượng như vậy và có thể được cực tiểu hóa để tránh làm không gian cửa sổ Program Manager trở nên lộn xộn. File Manager là một shell khác dùng để truy cập hoặc chỉnh sửa các ứng dụng, nhưng được hiển thị dưới dạng danh sách các tập tin chứa trong thư mục. Mục đích của chương trình này là làm đơn giản hóa việc di chuyển các tập tin và thư mục, thay thế cho các câu lệnh DOS. Task List hiển thị tất cả các ứng dụng đang chạy, đồng thời cho phép người dùng kết thúc các ứng dụng trên, chọn một chương trình khác, xếp chồng hoặc chia ô các cửa sổ, hay sắp xếp lại biểu tượng các ứng dụng đã cực tiểu hóa trên bàn làm việc. Control Panel, nơi người dùng có thể thay đổi các cài đặt để tùy chỉnh Windows và phần cứng hệ thống, cũng được thiết kế lại dưới dạng các biểu tượng.
Các driver đi kèm với Windows 3.0 có thể hỗ trợ lên tới 16 màu cùng lúc từ bảng màu EGA, MCGA hoặc VGA, thay vì chỉ tối đa 8 màu như trước. Bản thân Windows 3.0 cũng hỗ trợ các adapter đồ họa cung cấp độ phân giải và số lượng màu lớn hơn VGA. Windows 3.0 cũng giới thiệu Palette Manager, một bộ công cụ cho phép các ứng dụng thay đổi bảng màu tham khảo của các mẫu card đồ họa có thể hiển thị lên tới 256 màu để sử dụng những màu mà ứng dụng đó yêu cầu. Khi có nhiều cửa sổ được hiển thị vượt quá giới hạn 256 màu, Windows 3.0 ưu tiên cho cửa sổ đang hoạt động được sử dụng các màu của ứng dụng đó.
Windows 3.0 giữ lại nhiều ứng dụng cơ bản từ các phiên bản trước, ví dụ như trình soạn thảo văn bản Notepad, chương trình xử lý văn bản Write, và chương trình vẽ đồ họa Paintbrush được cải tiến. Calculator được mở rộng với các hàm tính toán khoa học. Recorder là một chương trình mới có chức năng ghi lại các macro hoặc các chuỗi phím bấm và cử động chuột, gán chúng vào các phím tắt để thực hiện những chức năng phức tạp một cách nhanh chóng. Ngoài Reversi được giữ từ các phiên bản trước, Windows 3.0 còn đi kèm trò chơi bài Microsoft Solitaire, sau này đã được vinh danh tại Đại sảnh Danh vọng Video game Thế giới vào năm 2019. Một chương trình nổi bật khác là Help. Không giống như các ứng dụng DOS có thể đi kèm những chức năng trợ giúp, Windows Help là một ứng dụng tách biệt cung cấp tính năng này cho tất cả các chương trình Windows hỗ trợ nó.

## Chế độ bộ nhớ
Windows 3.0 là phiên bản Windows duy nhất có thể chạy trong 3 chế độ bộ nhớ khác nhau:
- Chế độ thực, dành cho các mẫu máy tính cũ có CPU Intel 80286 trở về trước, tương ứng với chế độ thực của CPU;
- Chế độ tiêu chuẩn, dành cho các mẫu máy tính có bộ xử lý 80286, tương ứng với chế độ bảo vệ của CPU;
- Chế độ 386 nâng cao, dành cho các mẫu máy tính mới có bộ xử lý Intel 80386 trở lên, tương ứng với chế độ bảo vệ và chế độ 8086 ảo của CPU.[34]

Chế độ thực chủ yếu dành cho việc chạy các ứng dụng Windows 2.x. Chế độ này về sau đã bị loại bỏ trong Windows 3.1x. Hầu như tất cả các ứng dụng được thiết kế cho Windows 3.0 phải chạy trong chế độ tiêu chuẩn hoặc 386 nâng cao. (Microsoft Word 1.x và Excel 2.x sẽ phải chạy trong chế độ thực bởi chúng được thiết kế cho Windows 2.x). Tuy nhiên, Windows 3.0 vẫn cần được tải trong chế độ thực để chạy SWAPFILE.EXE, chương trình cho phép người dùng thay đổi các cài đặt về bộ nhớ ảo. Yêu cầu về CPU tối thiểu để chạy Windows 3.0 do Microsoft công bố chính thức là một bộ xử lý 8086 turbo 8 MHz. Nó cũng có thể chạy trên các máy có bộ xử lý 8088 4,77 MHz, nhưng với hiệu suất rất chậm khiến cho hệ điều hành gần như không thể sử dụng được. Trong chế độ thực, Windows 3.0 hỗ trợ lên tới 4 MB bộ nhớ mở rộng (EMS).
Chế độ tiêu chuẩn được sử dụng thường xuyên nhất do yêu cầu của nó phù hợp hơn với các mẫu PC thông thường vào thời điểm đó — một bộ xử lý 80286 với ít nhất 1 MB bộ nhớ. Do một số mẫu PC (nổi bật nhất là các mẫu máy tính Compaq) không thiết kế vùng nhớ mở rộng (XMS) ở vị trí 1 MB mà để một lỗ trống giữa vị trí cuối vùng nhớ thông thường và đầu vùng nhớ mở rộng, Windows không thể tận dụng vùng nhớ mở rộng này nếu không được chạy trong chế độ thực.
Chế độ 386 nâng cao là một máy ảo 32-bit chạy một bản sao Windows trong Chế độ tiêu chuẩn 16-bit và nhiều bản sao MS-DOS trong chế độ 8086 ảo. Trong chế độ 286, CPU tạm thời chuyển về chế độ thực khi chạy một ứng dụng DOS, do đó ứng dụng này không thể được đưa vào cửa sổ hay chạy trong nền, đồng thời mọi tiến trình Windows cũng phải bị dừng khi ứng dụng DOS đó đang chạy. Trong khi đó, chế độ 386 nâng cao sử dụng chế độ 8086 ảo nhằm hỗ trợ việc chạy nhiều chương trình DOS (mỗi phiên DOS được sử dụng 1 MB bộ nhớ) trong các cửa sổ và cho phép tiếp tục thực hiện đa nhiệm. Khả năng hỗ trợ bộ nhớ ảo cho phép người dùng sử dụng ổ đĩa cứng làm không gian lưu trữ tạm thời nếu các ứng dụng sử dụng quá nhiều bộ nhớ so với lượng bộ nhớ có sẵn trong hệ thống.
Thông thường Windows sẽ khởi động ở chế độ hoạt động cao nhất mà máy tính có thể sử dụng, nhưng người dùng cũng có thể buộc hệ thống chạy trong các chế độ thấp hơn bằng cách nhập WIN /R hoặc WIN /S trong màn hình dòng lệnh DOS. Nếu người dùng chọn một chế độ hoạt động không được hỗ trợ do không đạt yêu cầu về RAM hoặc CPU, Windows sẽ khởi động vào chế độ thấp nhất kế tiếp.

## Cập nhật
Có hai bản cập nhật đã được phát hành cho Windows 3.0. Một trong số đó là Windows 3.0a, được phát hành vào tháng 12 năm 1990. Phiên bản này có một số chỉnh sửa đối với bộ mở rộng DOS trong Windows—chương trình cho phép các ứng dụng DOS truy cập vào vùng nhớ mở rộng—nhằm giải quyết các lỗi gặp phải trong trường hợp phần mềm thực thi các đoạn mã chế độ thực khi Windows đang chạy ở chế độ tiêu chuẩn. Bản cập nhật này cũng đơn giản hóa quá trình cài đặt và sửa một số lỗi crash khi làm việc với mạng, máy in hoặc trong trường hợp bộ nhớ thấp.

### Windows 3.0 with Multimedia Extensions
Windows 3.0 with Multimedia Extensions 1.0 (MME) được phát hành tới các nhà sản xuất bên thứ ba vào tháng 10 năm 1991. Ở bản cập nhật này, API đã bắt đầu hỗ trợ Media Control Interface (Giao diện Điều khiển Phương tiện), được thiết kế cho mọi thiết bị liên quan tới đa phương tiện như các mẫu card đồ họa và âm thanh, máy scan và đầu phát băng video. Phiên bản này còn cho phép thực hiện thu và phát âm thanh kỹ thuật số, hỗ trợ các thiết bị MIDI, trình bảo vệ màn hình, các loại cần điều khiển analog cũng như các mẫu ổ đĩa CD-ROM đang ngày càng trở nên phổ biến. Những tính năng khác bao gồm một số ứng dụng con mới như đồng hồ báo thức hay Media Player, một ứng dụng dùng để chạy các tập tin đa phương tiện. MME hỗ trợ âm thanh lập thể, độ sâu bit âm thanh 16 bit và tần số lấy mẫu lên tới 44,1 kHz.

## Yêu cầu hệ thống
Yêu cầu hệ thống chính thức cho Windows 3.0 và phiên bản cập nhật Windows 3.0 with Multimedia Extensions:
|                           | Windows 3.0 | Windows 3.0 with Multimedia Extensions                        |
| ------------------------- | --- | ------------------------------------------------------------- |
| CPU                       | Bộ xử lý 8086/8088 hoặc cao hơn | Bộ xử lý 80286 chạy tốc độ 10 MHz hoặc cao hơn                |
| RAM                       | 1 MB bộ nhớ (640 KB vùng nhớ thông thường và 384 KB vùng nhớ mở rộng) | 2 MB bộ nhớ                                                   |
| Lưu trữ                   | Ổ đĩa cứng với 6–8 MB không gian trống | Ổ đĩa cứng với tổng dung lượng 30 MB                          |
| Phương tiện lưu trữ ngoài | Ít nhất một ổ đĩa mềm dành cho đĩa cài đặt | Cần có một ổ CD-ROM để thực hiện các thao tác đa phương tiện. |
| Video                     | Windows 3.0 hỗ trợ một số lượng lớn các mẫu card đồ họa và màn hình máy tính; hệ thống sẽ sử dụng một trong số các driver chung trong trường hợp phần cứng không có driver có sẵn. Tuy nhiên, do giao diện người dùng được thiết kế để hiển thị ở độ phân giải khá cao so với tiêu chuẩn những năm 1990, người dùng được khuyến cáo sử dụng một màn hình EGA, MCGA hoặc VGA. | Card đồ họa VGA hoặc cao hơn                                  |
| Hệ điều hành              | MS-DOS hoặc PC DOS phiên bản 3.1 trở về sau | MS-DOS hoặc PC DOS phiên bản 3.1 trở về sau                   |
| Chuột                     | Khuyến khích sử dụng một thiết bị trỏ tương thích với Microsoft. | Cần sử dụng chuột để thực hiện các thao tác đa phương tiện.   |

Các yêu cầu tối thiểu về bộ xử lý và bộ nhớ cho phiên bản Windows 3.0 gốc là yêu cầu cần để chạy Windows trong chế độ thực, chế độ thấp nhất trong 3 chế độ hoạt động. Chế độ này hạn chế rất nhiều khả năng đa nhiệm của Windows, mặc dù nó vẫn có thể sử dụng bộ nhớ mở rộng, phần bộ nhớ được bổ sung bằng cách cài đặt thêm các bo mạch nhớ hoặc trình quản lý bộ nhớ. Tuy nhiên, nó cũng cung cấp khả năng tương thích ngược với những phần cứng và phần mềm được thiết kế cho DOS, và có thể được sử dụng để chạy các ứng dụng DOS cùng một số ứng dụng Windows cũ chưa được tối ưu cho Windows 3.0 nếu như người dùng không thể chạy chúng trong các chế độ hoạt động cao hơn. Chế độ tiêu chuẩn yêu cầu ít nhất một bộ xử lý 80286, và mặc dù yêu cầu về bộ nhớ không thay đổi, chế độ này có cho phép bộ xử lý sử dụng vùng nhớ mở rộng cho các ứng dụng đang chạy. Chế độ 386 nâng cao yêu cầu ít nhất một bộ xử lý 80386 và 2 MB bộ nhớ. Trong khi các chế độ khác chỉ có thể chạy ứng dụng DOS toàn màn hình, đồng thời bắt buộc phải ngừng ứng dụng DOS khi chạy chương trình Windows và ngược lại, ứng dụng DOS trong chế độ 386 nâng cao có thể được chạy trong các cửa sổ và chạy đồng thời với ứng dụng Windows. Khác với các chế độ khác, chế độ 386 nâng cao không thể chạy những ứng dụng DOS sử dụng bộ mở rộng DOS không tương thích với chuẩn DPMI. Thông thường Windows sẽ khởi động ở chế độ hoạt động cao nhất mà máy tính có thể sử dụng, nhưng người dùng cũng có thể buộc hệ thống chạy trong các chế độ thấp hơn bằng cách nhập WIN /R hoặc WIN /S trong màn hình dòng lệnh DOS. Nếu người dùng chọn một chế độ hoạt động không được hỗ trợ do không đạt yêu cầu về RAM hoặc CPU, Windows sẽ khởi động vào chế độ thấp nhất kế tiếp.

## Đón nhận
Windows 3.0 được coi là phiên bản Windows đầu tiên nhận được sự đánh giá tích cực từ giới chuyên môn. Cả người dùng và các nhà phê bình đều khen ngợi giao diện dựa trên biểu tượng của Windows 3.0 khiến cho việc thực hiện các thao tác trở nên dễ dàng, cũng như khả năng đa nhiệm được cải thiện và những tính năng tùy chỉnh hệ thống đa dạng hơn. Computerworld đánh giá Windows 3.0 sở hữu chung những ưu điểm của cả OS/2 và Unix. Garry Ray của Lotus coi đây là phiên bản Windows đầu tiên nhận được "sự xem xét dài hạn một cách nghiêm túc." Bill Howard của PC Magazine cho rằng giao diện người dùng của Windows 3.0 dễ sử dụng nhưng chưa có độ trực quan như Macintosh. Michael J. Miller, biên tập viên của InfoWorld, tin tưởng rằng người dùng PC sẽ hoàn toàn chuyển đổi từ môi trường dựa trên văn bản trước đó sang các hệ thống GUI, trong đó Windows 3.0 sẽ là lựa chọn chính.
Một khía cạnh quan trọng của Windows 3.0 là cách môi trường điều hành này quản lý bộ nhớ. Ở những phiên bản Windows trước đó, người dùng phải chật vật tìm cách vượt qua những giới hạn bộ nhớ mới có thể sử dụng những tính năng đã được Microsoft quảng bá. Phần mềm Windows chiếm một lượng lớn bộ nhớ khiến người dùng thường xuyên gặp tình trạng hệ thống hoạt động chậm chạp và vượt quá giới hạn bộ nhớ. Windows 3.0 còn có yêu cầu bộ nhớ khá cao so với tiêu chuẩn những năm 1990, nhưng với 3 chế độ bộ nhớ được giới thiệu, hệ thống được cho là đã sử dụng bộ nhớ hiệu quả hơn, loại bỏ hoàn toàn giới hạn 640 KB từng tồn tại ở các mẫu máy tính chạy phần mềm của Microsoft kể từ DOS, đồng thời hỗ trợ các mẫu CPU mạnh mẽ hơn.
Ted Needleman của tạp chí máy tính Modern Electronics mô tả GUI của Windows 3.0 là "tối tân" và so sánh những nỗ lực xây dựng GUI trước đó của Microsoft với Apple Lisa, cũng là nỗ lực xây dựng GUI đầu tiên của Apple và là người tiền nhiệm của dòng sản phẩm Macintosh rất thành công về sau. Ông đưa ra lưu ý rằng mặc dù chi phí 50 USD để nâng cấp lên Windows 3.0 nghe có vẻ hấp dẫn, người dùng cần xem xét tới những yêu cầu về hệ thống cũng như nhu cầu nâng cấp bất cứ ứng dụng nào đã được cài đặt để tương thích với phiên bản Windows mới. Ông cũng chỉ ra rằng những lợi thế của phần mềm này chỉ có thể được tận dụng khi chạy các ứng dụng dành cho Windows. Tuy nhiên, vào tháng 2 năm 1991, PC Magazine nhận thấy đã có số lượng rất lớn các ứng dụng được thiết kế dành riêng cho Windows 3.0, trong đó có cả những ứng dụng chưa có sẵn cho OS/2. Tạp chí này còn nêu thêm hai yếu tố khác dẫn tới thành công của môi trường điều hành này: chi phí phần cứng rẻ hơn so với Macintosh, cùng với khả năng tận dụng tối đa các thành phần phần cứng khá mạnh tại thời điểm đó.
Trong lúc Windows 3.0 nhận được thành công chưa từng có, Microsoft phải nhận về những chỉ trích từ giới chuyên môn cũng như Ủy ban Thương mại Liên bang Hoa Kỳ với cáo buộc cho rằng công ty đã cố gắng chiếm lĩnh thị trường ứng dụng bằng cách khuyến khích các đối thủ phát triển phần mềm cho OS/2 của IBM còn Microsoft sẽ tự mình phát triển các ứng dụng tương tự cho Windows. Tại thời điểm phát hành Windows 3.0, Microsoft chỉ chiếm 10% thị phần phần mềm xử lý bảng tính và 15% thị phần phần mềm soạn thảo văn bản, nhưng những con số này đều tăng vọt lên hơn 60% vào năm 1995, vượt qua cả những đối thủ từng chiếm lĩnh thị trường trước đó như Lotus Development Corporation và WordPerfect. Microsoft đúng là đã khuyến khích các nhà phát triển ứng dụng OS/2, nhưng đồng thời cũng định hướng Windows 3.0 trở thành lựa chọn thay thế "cấp thấp" cho OS/2, với việc Gates từng mô tả OS/2 là hệ điều hành của thập niên 1990. Nhãn hiệu Windows cũng được dự định sẽ bị hủy bỏ sau khi phiên bản 3.0 được phát hành. Cuộc điều tra và vụ kiện sau đó đối với Microsoft kết thúc bằng một thỏa thuận hòa giải vào ngày 15 tháng 7 năm 1994, trong đó Microsoft đồng ý không cài đặt sẵn các gói phần mềm riêng biệt vào trong các sản phẩm điều hành của hãng. Đây là lần đầu tiên công ty bị điều tra bởi các hành vi hạn chế cạnh tranh.

### Doanh số
Windows 3.0 cũng được coi là phiên bản Windows đầu tiên nhận được thành công về mặt thương mại. Vào thời điểm phát hành, trong số 40 triệu máy tính cá nhân được cài đặt thì chỉ có 5% là sử dụng Windows; tuy nhiên chỉ trong vòng một tuần sau đó, Windows đã vươn lên trở thành phần mềm doanh nghiệp bán chạy nhất. Đã có 2 triệu giấy phép Windows 3.0 được bán sau 6 tháng. Thành công của Windows 3.0 cũng có những tác động lên ngành công nghiệp PC, thể hiện qua sự bùng nổ nhu cầu cũng như sản lượng sản xuất bộ vi xử lý 80486 mạnh mẽ hơn của Intel. Windows được sử dụng rộng rãi tại các doanh nghiệp tới mức Brian Livingston của InfoWorld đã viết vào tháng 10 năm 1991 rằng "một công ty không có PC chạy Windows cũng gần giống như một công ty không có máy fax." Microsoft đã dành ra tổng cộng 10 triệu USD cho chiến dịch quảng bá Windows 3.0, trong đó 3 triệu USD được chi cho sự kiện ra mắt. Khi phiên bản tiếp theo, Windows 3.1, được phát hành, doanh số của Windows đã đạt khoảng 10 triệu giấy phép, và tới một năm sau thì dòng sản phẩm Windows đã vượt DOS để trở thành ứng dụng bán chạy nhất mọi thời đại.
Windows 3.0 về sau được coi là bước ngoặt trong tương lai của Microsoft, được coi là yếu tố dẫn đến sự thống trị sau này của Windows trong thị trường hệ điều hành cũng như cải thiện thị phần ứng dụng của công ty. Microsoft từ khi được thành lập đã từng có mối quan hệ thân thiết với IBM, nhưng sự thành công bất ngờ của sản phẩm mới này khiến cả hai bên phải suy nghĩ lại về mối quan hệ này, khi mà cả hai tiếp tục bán các sản phẩm điều hành của nhau cho tới năm 1993. Sau năm tài khóa 1990, Microsoft báo cáo lợi nhuận 1,18 tỷ USD, trong đó công ty đã thu về 337 triệu USD vào quý IV. Con số trên của năm 1990 đã tăng đáng kể so với lợi nhuận 803,5 triệu USD trong năm tài khóa 1989, đưa Microsoft trở thành công ty phần mềm vi tính đầu tiên đạt mốc 1 tỷ USD trong một năm. Các quan chức của Microsoft coi Windows 3.0 là nguyên nhân dẫn tới những kết quả tích cực này.